# Hideo Tanaka (voetballer)
Hideo Tanaka (Uki, 1 maart 1983) is een Japans voetballer (middenvelder) die sinds 2005 voor de Japanse eersteklasser Vissel Kobe uitkomt. 